# أهرامات البوسنة المزعومة

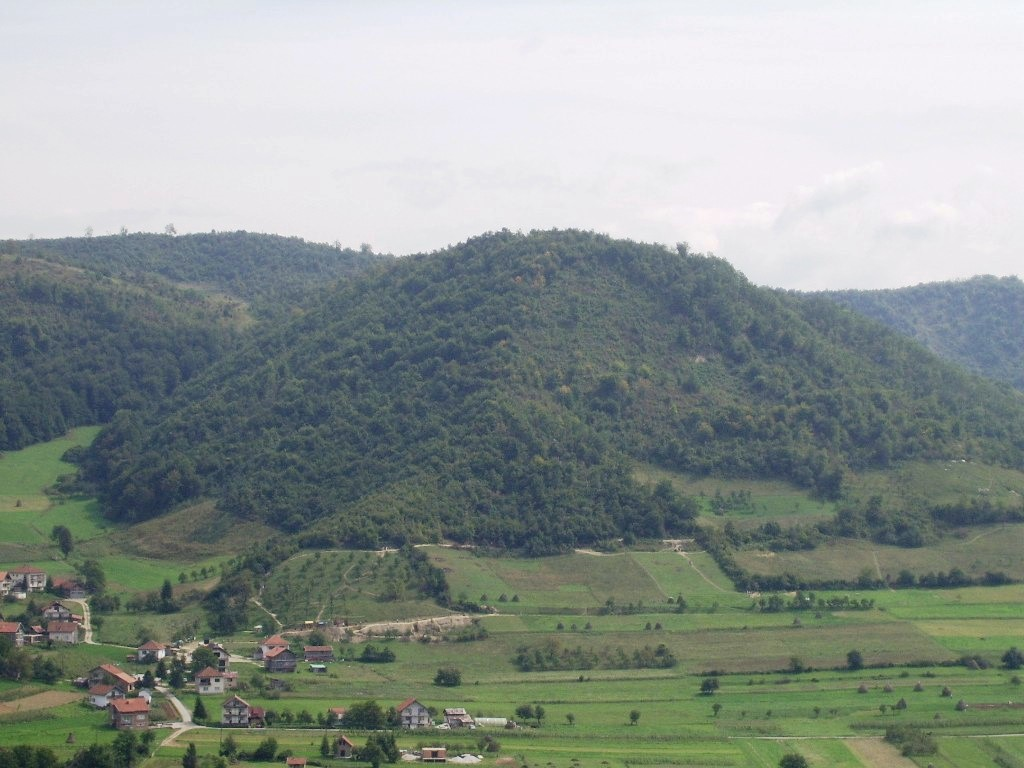

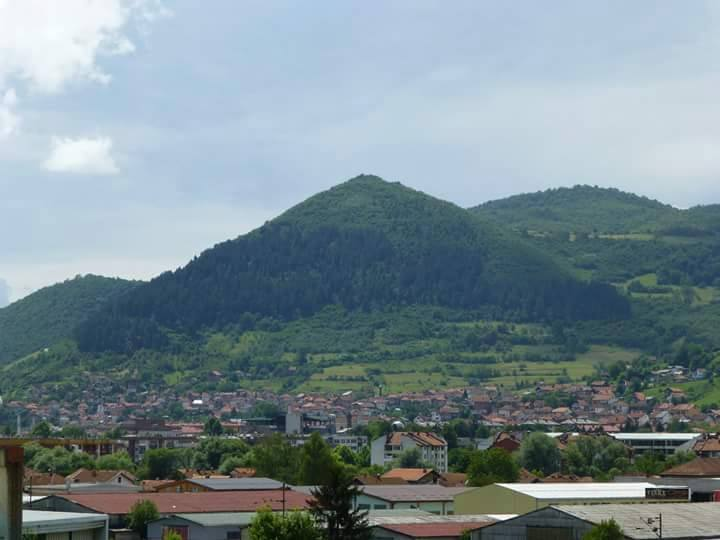

اهرامات البوسنة المزعومة ثمة مزاعم حول اهرامات البوسنة وهي تدخل في نظرية علم الآثار البديل قدم فكرة اهرامات البوسنة سمير عثمانجي الذي يرى ان كتلة هضبة في وسط البوسنة و الهرسك أنها من أضخم الاهرامات التي صنعها الإنسان على وجه هذه البسيطة تقبع الهضاب بالقرب من مدينة فيوسكو شمال غربي سراييفو حيث كانت المدينة القديمة فيوسكو وفي عام 2005 استقطب سمير عثمانجي اعلام الدولي عندما أطلق حملته الأعلامية يدعي سمير عثمانجي انه وجد انفاق قطع احجار بناء وهاون أثري في عام 2006 فتح باب التنقيب حتى يعيد شكل الهضبة لتماثل الهرم المدرج فيما اعترض العديد من الاثاريين وعلماء الأرض الذين قالوا ان الهضبة ظاهرة طبيعة وليست هرم من صنع البشر وقد صرحت الجمعية الأوروبية للآثريين ان فرضية وجود اهرامات في البوسنة كذبة كبرى.